# Kim Hyun-mee (política)
Kim Hyun-mee (hangul: 김현미; hanja: 金賢美; nascida em 29 de novembro de 1962) é uma política sul-coreana que serviu anteriormente como Ministra da Terra, Infraestrutura e Transporte (MOLIT) sob o presidente Moon Jae-in de 2017 a 2020. Ela é a primeira mulher a liderar este ministério desde a sua criação em 1948.
Ela foi a primeira chefe de gabinete do então líder do Partido Democrata, Moon Jae-in.
Ela formou-se na Universidade Yonsei com um bacharelato em Ciências Políticas e Diplomacia.